# Бусе Тосун
Бусе Тосун (тур. Buse Tosun; нар. 5 грудня 1995, Ізмір) — турецька борчиня вільного стилю, бронзова призерка Олімпійських ігор 2024 року, бронзова призерка чемпіонату світу, дворазова бронзова призерка чемпіонатів Європи, учасниця Олімпійських ігор.

## Життєпис
Боротьбою почала займатися з 2006 року.
Виступає за спортивний клуб «Altinova Tersaneler». Тренери — Селахаттін Караман, Мурат Генктюрк.
13 серпня 2021 року одружилася з Серканом Чавушоглу.

## Спортивні результати на міжнародних змаганнях

### Виступи на Олімпіадах
| Змагання                    | Збірна    | Вагова категорія          | Місце  |
| --------------------------- | --------- | ------------------------- | ------ |
| Літні Олімпійські ігри 2016 | Туреччина | жіноча боротьба, до 69 кг | 7      |
| Літні Олімпійські ігри 2024 | Туреччина | жіноча боротьба, до 68 кг | Бронза |

### Виступи на Чемпіонатах світу
| Змагання                        | Збірна    | Вагова категорія          | Місце  |
| ------------------------------- | --------- | ------------------------- | ------ |
| Чемпіонат світу з боротьби 2013 | Туреччина | жіноча боротьба, до 63 кг | 25     |
| Чемпіонат світу з боротьби 2014 | Туреччина | жіноча боротьба, до 63 кг | 21     |
| Чемпіонат світу з боротьби 2015 | Туреччина | жіноча боротьба, до 63 кг | 8      |
| Чемпіонат світу з боротьби 2018 | Туреччина | жіноча боротьба, до 72 кг | Бронза |
| Чемпіонат світу з боротьби 2019 | Туреччина | жіноча боротьба, до 68 кг | 17     |
| Чемпіонат світу з боротьби 2021 | Туреччина | жіноча боротьба, до 72 кг | Бронза |
| Чемпіонат світу з боротьби 2022 | Туреччина | жіноча боротьба, до 72 кг | 5      |
| Чемпіонат світу з боротьби 2023 | Туреччина | жіноча боротьба, до 68 кг | Золото |

### Виступи на Чемпіонатах Європи
| Змагання                         | Збірна    | Вагова категорія          | Місце  |
| -------------------------------- | --------- | ------------------------- | ------ |
| Чемпіонат Європи з боротьби 2013 | Туреччина | жіноча боротьба, до 63 кг | 7      |
| Чемпіонат Європи з боротьби 2014 | Туреччина | жіноча боротьба, до 63 кг | 7      |
| Чемпіонат Європи з боротьби 2016 | Туреччина | жіноча боротьба, до 69 кг | Бронза |
| Чемпіонат Європи з боротьби 2017 | Туреччина | жіноча боротьба, до 69 кг | 5      |
| Чемпіонат Європи з боротьби 2018 | Туреччина | жіноча боротьба, до 68 кг | Бронза |
| Чемпіонат Європи з боротьби 2019 | Туреччина | жіноча боротьба, до 72 кг | 5      |
| Чемпіонат Європи з боротьби 2022 | Туреччина | жіноча боротьба, до 72 кг | Срібло |
| Чемпіонат Європи з боротьби 2023 | Туреччина | жіноча боротьба, до 72 кг | Срібло |
| Чемпіонат Європи з боротьби 2024 | Туреччина | жіноча боротьба, до 68 кг | Золото |

### Виступи на Європейських іграх
| Змагання              | Збірна    | Вагова категорія          | Місце |
| --------------------- | --------- | ------------------------- | ----- |
| Європейські ігри 2015 | Туреччина | жіноча боротьба, до 63 кг | 10    |
| Європейські ігри 2019 | Туреччина | жіноча боротьба, до 68 кг | 9     |

### Виступи на інших змаганнях
| Змагання                                                       | Збірна    | Вагова категорія                 | Місце  |
| -------------------------------------------------------------- | --------- | -------------------------------- | ------ |
| Турнір Дана Колова — Николи Петрова 2013                       | Туреччина | жіноча боротьба, до 63 кг        | Золото |
| Гран-прі Німеччини з боротьби 2013                             | Туреччина | жіноча боротьба, до 63 кг        | 5      |
| Турнір Дана Колова — Николи Петрова 2014                       | Туреччина | жіноча боротьба, до 63 кг        | Бронза |
| Турнір Дана Колова — Николи Петрова 2015                       | Туреччина | жіноча боротьба, до 63 кг        | Золото |
| Відкритий чемпіонат Польщі з боротьби 2015                     | Туреччина | жіноча боротьба, до 63 кг        | 8      |
| Кубок Алроси 2015                                              | Туреччина | жіноча боротьба, до 69 кг        | 4      |
| Турнір Яшара Догу 2016                                         | Туреччина | жіноча боротьба, до 69 кг        | Золото |
| Klippan Lady Open 2016                                         | Туреччина | жіноча боротьба, до 69 кг        | Бронза |
| Олімпійський кваліфікаційний турнір з боротьби 2016 (Зренянин) | Туреччина | жіноча боротьба, до 69 кг        | Срібло |
| Гран-прі Іспанії з боротьби 2016                               | Туреччина | жіноча боротьба, до 69 кг        | Бронза |
| Чемпіонат світу з боротьби серед студентів 2016                | Туреччина | жіноча боротьба, до 69 кг        | Золото |
| Кубок Алроси 2016                                              | Туреччина | жіноча боротьба, до Teamevent кг | Бронза |
| Золотий Гран-прі з боротьби 2016                               | Туреччина | жіноча боротьба, до 69 кг        | 8      |
| Турнір Яшара Догу 2017                                         | Туреччина | жіноча боротьба, до 69 кг        | Золото |
| Ігри ісламської солідарності 2017                              | Туреччина | жіноча боротьба, до 69 кг        | Бронза |
| Klippan Lady Open 2018                                         | Туреччина | жіноча боротьба, до 68 кг        | 11     |
| Турнір Дана Колова — Николи Петрова 2018                       | Туреччина | жіноча боротьба, до 69 кг        | Золото |
| Середземноморські ігри 2018                                    | Туреччина | жіноча боротьба, до 68 кг        | Золото |
| Відкритий чемпіонат Польщі з боротьби 2018                     | Туреччина | жіноча боротьба, до 68 кг        | 7      |
| Турнір Дана Колова — Николи Петрова 2019                       | Туреччина | жіноча боротьба, до 72 кг        | Золото |
| Турнір Яшара Догу 2019                                         | Туреччина | жіноча боротьба, до 72 кг        | Золото |
| Турнір Яшара Догу 2020                                         | Туреччина | жіноча боротьба, до 68 кг        | Срібло |
| Відкритий чемпіонат Польщі з боротьби 2020                     | Туреччина | жіноча боротьба, до 72 кг        | 5      |
| Кубок світу з боротьби 2020                                    | Туреччина | жіноча боротьба, до 72 кг        | Срібло |
| Олімпійський кваліфікаційний турнір з боротьби 2021 (Будапешт) | Польща    | вільна боротьба, до 68 кг        | 13     |
| Олімпійський кваліфікаційний турнір з боротьби 2021 (Софія)    | Польща    | вільна боротьба, до 68 кг        | 5      |
| Відкритий чемпіонат Польщі з боротьби 2021                     | Туреччина | жіноча боротьба, до 72 кг        | Срібло |
| Турнір Яшара Догу 2022                                         | Туреччина | жіноча боротьба, до 72 кг        | 5      |
| Середземноморські ігри 2022                                    | Туреччина | жіноча боротьба, до 68 кг        | Срібло |
| Турнір Зухаїра Сгаєра 2022                                     | Туреччина | жіноча боротьба, до 72 кг        | Золото |
| Ігри ісламської солідарності 2022                              | Туреччина | жіноча боротьба, до 72 кг        | Золото |
| Турнір Ібрагіма Мустафи 2023                                   | Туреччина | жіноча боротьба, до 68 кг        | 10     |
| Меморіал Поляка Імре та Варга Яноша 2023                       | Туреччина | жіноча боротьба, до 68 кг        | 15     |
| Відкритий чемпіонат Загреба з боротьби 2024                    | Туреччина | жіноча боротьба, до 62 кг        | Бронза |
| Меморіал Поляка Імре та Варга Яноша 2024                       | Туреччина | жіноча боротьба, до 68 кг        | Золото |

### Виступи на змаганнях молодших вікових груп
| Змагання                                       | Збірна    | Вагова категорія          | Місце  |
| ---------------------------------------------- | --------- | ------------------------- | ------ |
| Чемпіонат Європи з боротьби серед кадетів 2010 | Туреччина | жіноча боротьба, до 43 кг | 11     |
| Чемпіонат світу з боротьби серед кадетів 2012  | Туреччина | жіноча боротьба, до 60 кг | 5      |
| Чемпіонат Європи з боротьби серед юніорів 2012 | Туреччина | жіноча боротьба, до 63 кг | 8      |
| Чемпіонат світу з боротьби серед юніорів 2012  | Туреччина | жіноча боротьба, до 63 кг | 11     |
| Чемпіонат Європи з боротьби серед юніорів 2013 | Туреччина | жіноча боротьба, до 63 кг | Золото |
| Чемпіонат світу з боротьби серед юніорів 2013  | Туреччина | жіноча боротьба, до 63 кг | Срібло |
| Чемпіонат Європи з боротьби серед юніорів 2014 | Туреччина | жіноча боротьба, до 63 кг | Золото |
| Чемпіонат світу з боротьби серед юніорів 2014  | Туреччина | жіноча боротьба, до 63 кг | 10     |
| Чемпіонат Європи з боротьби серед юніорів 2015 | Туреччина | жіноча боротьба, до 63 кг | Срібло |
| Чемпіонат світу з боротьби серед юніорів 2015  | Туреччина | жіноча боротьба, до 63 кг | 7      |
| Чемпіонат Європи з боротьби до 23 років 2015   | Туреччина | жіноча боротьба, до 63 кг | Бронза |
| Чемпіонат Європи з боротьби до 23 років 2016   | Туреччина | жіноча боротьба, до 69 кг | Золото |
| Чемпіонат Європи з боротьби до 23 років 2017   | Туреччина | жіноча боротьба, до 69 кг | 7      |
| Чемпіонат світу з боротьби до 23 років 2017    | Туреччина | жіноча боротьба, до 69 кг | 7      |
| Чемпіонат Європи з боротьби до 23 років 2018   | Туреччина | жіноча боротьба, до 68 кг | Золото |
| Чемпіонат світу з боротьби до 23 років 2018    | Туреччина | жіноча боротьба, до 72 кг | Золото |